# The Serpent (película de 1916)
The Serpent (en español, La serpiente) es un drama mudo estadounidense de 1916. La película fue dirigida por Raoul Walsh y protagonizada por Theda Bara. La película se basa en el relato "La garra del lobo", de Philip Bartholomae, y su adaptación fue escrita por George Walsh. Producida y distribuida por Fox Film Corporation, The Serpent fue filmada en Chimney Rock, Carolina del Norte, y en el Fox Studio en Fort Lee, Nueva Jersey. Se considera una película perdida.

## Argumento
Después de que Vania Lazar sea pervertida y traicionada por el gran duque Valanoff, deja Rusia con el único pensamiento de aprovecharse del sexo que la ha hecho como es. Entonces comienza la guerra, y ve heridos rusos siendo llevados al hospital. En una habitación, encuentra al príncipe Valanoff, el hijo de su traidor, y con sus artimañas seductoras gana su amor y después su nombre. Cuando el gran duque viene de visita, su hijo el príncipe está ausente. No reconociendo a la nueva Vania, el gran duque responde a su señuelo, y el hijo descubre a su propio padre como el traidor de su felicidad.

## Reparto
- Theda Bara como Vania Lazar
- James A. Marcus como Ivan Lazar
- Lillian Hathaway como Martsa Lazar
- Charles Craig como gran duque Valanoff
- Carl Harbaugh como príncipe Valanoff
- George Walsh como Andrey Sobi
- Nan Carter como Ema Lachno
- Marcel Morhange como Gregoire
- Bernard Nedell